# 마주
마주(馬主)는 한국마사회법 제2조에 “경주마를 소유하거나 소유할 목적으로 한국마사회에 등록한 자”로 규정되어 있듯이 자기 소유마를 경마에 출주시킬 수 있는 유자격자를 말한다. 따라서 마필을 소유하고 있다고 하여 마주가 되는 것은 아니며, 반드시 사전에 마사회에 등록하여야 마주가 될 수 있다. 
외국의 경우 사회적으로 지위가 높고 명예를 소중히 여기는 사람들이 마주가 되는 경우가 많고 자신의 혈통 좋은 마(馬)가 좋은 대회에서 우승하는 것을 '가문의 영광'으로 생각한다. 따라서 외국의 경우 마주에게 엄격한 사회적·도덕적으로 높은 품격을 요구한다.

## 마주의 종류
현재 마주는 개인·공유·법인마주의 3종류가 있다. 
- 개인마주는 개인이 단독 명의로 경주마를 소유하는 형태이고
- 공유마주는 2∼3명이 공동명의로 경주마를 소유하며
- 법인마주는 법인 명의로 경주마를 소유하는 형태이다.

지금의 마주제도는 시행체인 마사회가 마필소유와 경마시행을 주관하는 단일마주제에서 지난 93년 마필소유와 경마시행이 분리되는 개인마주제로 전환하면서 등장하게 되었다.

## 마주의 기능 및 역할
마주는 경주마를 소유하여야 하고, 소유 경주마를 마사회가 공표한 경마시행 계획에 따라 경주에 출주시켜야 한다. 그러면 출주마필의 경주성적에 따라 상금을 수득하게 된다. 또한 경주마의 안정적 관리와 출주를 위해 경주마 관리를 책임지는 마필관리자(조교사, 기수, 마필관리원)의 인건비와 마필 사양관리비인 경주마 위탁관리비를 부담하여야 하고, 우수 경주마 도입을 통한 경마의 질적 향상을 위해 노력하여야 한다.
마주는 시행체와 더불어 경마의 한 축을 담당하는 중요한 역할을 수행하게 된다.

## 마주의 자격
1. 법률적 기준: 한국마사회법 및 관련규정상 마주제한 대상자가 아닌 자
마주등록 제한대상
- 금치산자, 한정치산자 또는 파산선고를 받고 복권되지 아니한 자
- 마사회법 규정을 위반하여 벌금 이상의 형의 선고를 받은 자
- 금고 이상의 형의 선고를 받고 그 집행이 종료되거나 집행을 받지 아니하기로 확정된 후 5년이 경과하지 아니한 자
- 금고 이상의 형을 선고받고 그 집행유예기간이 완료된 날부터 2년이 경과되지 아니한 자
- 조교사, 기수, 마필관리원인 자
- 마사회 임직원, 마주협회,조교사협회,기수협회 직원 및 경마사무에 종사하는 자
- 경마의 공정확보상 마주로서 부적당하다고 인정되는 자

2. 경제적 기준: 경주마 구입비와 위탁관리비를 부담할 수 있는 자
3. 기타(고려사항): 인품, 사회경력, 경마발전 기여 가능성 등

## 외국의 마주제도
- 미국·유럽(개방형 마주제)

경마가 탄생한 영국 등 경마선진국에서는 마주 자격의 경우 일반 국민 누구나 가질 수 있는 권리로 인식하고 있기 때문에 경주마소유 등 일정 자격요건을 구비하고 결격사유가 없으면 신청에 의해 마주로 등록하거나 면허를 취득할 수 있다. 따라서 마주형태도 개인·공유·법인마주 외에 경주마의 소유권을 분할·공모하여 일반인들이 지분을 소유하는 형태(신디케이트형), 기존의 여러 등록마주가 경주마 1두를 소유하는 형태(파트너숍형), 여러 회원이 공동 구입한 경주마를 클럽에 위탁하는 형태(클럽형) 등 다양한 형태의 마주가 운영되고 있다. 
- 일본·홍콩(폐쇄형 마주제)

일본·홍콩 등 대부분의 동양 국가에서는 일정한 자격요건 구비자를 대상으로 엄정한 심사 과정을 통해 마주를 선발한다. 따라서 마주로 등록이 되어야 경주마 소유가 가능하다. 동·서양의 마주제도가 상이한 원인은 서구의 경우 마필생산과 활용 과정에서 자연스럽게 경마문화가 성숙된 반면, 동양은 마필생산 기반없이 경마가 인위적으로 이식되어 베팅 위주의 경마가 시행되다 보니 국가의 통제와 감독을 받게 되고, 따라서 경마에서 큰 비중을 차지하는 마주의 선발요건도 강화될 수밖에 없다. 
마주형태도 대부분이 개인·공유·법인마주 형태이며, 경주마의 임차나 리스 등 명의대여를 일절 허용하고 있지 않다. 일본에 서양의 클럽마주와 유사한 형태의 마주제가 있기는 하지만, 클럽마주 회원들의 피해 및 경주마 관리의 어려움(서양은 외부마사제도이지만 동양은 대부분 내부마사제도로 경주마 위탁관리비를 마주가 매월 부담)으로 인해 시행체가 제시하는 엄격한 요구를 수용하는 조건으로 허용되고 있다. 